# Русский Потам
Русский Пота́м — село в Ачитском городском округе Свердловской области. Управляется Русско-Потамским сельским советом.

## География
Русский Потам располагается в устье реки Потам, в 14 километрах на северо-восток от посёлка городского типа Ачита. Находится в 65 километрах от Красноуфимска и в 150 километрах от Екатеринбурга.

### Часовой пояс
Русский Потам, как и вся Свердловская область, находится в часовой зоне МСК+2. Смещение применяемого времени относительно UTC составляет +5:00.

## Население
| 2002 | 2010  | 2021 |
| ---- | ----- | ---- |
| 1174 | ↘1024 | ↘923 |

## Инфраструктура
В Русском Потаме 15 улиц: 8 Марта, Гагарина, Животноводов, Заречная, Зелёная, Ключевая, Ленина, Луговая, Механизаторов, Мира, Молодёжная, Н.Филиппова, Почтовая, Советская и Трактовая; один переулок — Луговой.